# 梅沃爾德冰原島峰
72°51′S 74°9′E / 72.850°S 74.150°E
梅沃爾德冰原島峰（英語：Melvold Nunataks），是南極洲的冰原島峰，位於伊麗莎白公主地，處於哈丁山以西26公里，屬於格羅夫山脈的一部分，澳大利亞探險隊根據空中照片繪入地圖，現時由南極條約體系管理。